# ザック・ウッズ
ザック・ウッズ（Zach Woods,  1984年9月25日 - ）は、アメリカ合衆国の俳優である。

## 来歴
1984年、ニュージャージー州のトレントンに生まれる。ユダヤ系の家庭で、幼いころから空手とバスケットボールを嗜みむ3人兄弟の真ん中だった。地元の高校を経てニューヨーク大学を卒業した。
16歳の頃から地元の即興劇団の舞台に立ち、2004年にジェイソン・マンツォーカス主演のコメディ映画『テロリスツ』で映画デビュー。それ以降はテレビコマーシャルやテレビシリーズなどの出演でキャリアを重ね、2010年にはスティーヴ・カレルらが出演するテレビドラマ『ザ・オフィス』のレギュラーキャストとして出演して知名度がアップした。レギュラーとしてはそれ以外に2014年から出演したコメディシリーズ『シリコンバレー』があり、同作ではトーマス・ミドルディッチ演じる主人公らと共に半導体メーカーなどがひしめき合うIT企業の密集地シリコンバレーで、一企業を立ち上げる若者たちの一人を演じた。
テレビでの功績から様々な映画の話題作へも出演しており、2016年に出演した同名映画のリメイク『ゴーストバスターズ』では、映画の冒頭で幽霊に悩まされる博物館職員を演じたほか、スティーヴン・スピルバーグ監督の伝記映画『ペンタゴン・ペーパーズ/最高機密文書』では、トム・ハンクス、メリル・ストリープらとも共演している。

## 出演作品

### 映画
| 公開年 | 邦題 原題                                                                   | 役名                 | 備考                     |
| ------ | --------------------------------------------------------------------------- | -------------------- | ------------------------ |
| 2004   | テロリスツ Terrorists                                                       | 薬局の店員           |                          |
| 2009   | イン・ザ・ループ In the Loop                                                | チャド               |                          |
| 2010   | アザー・ガイズ 俺たち踊るハイパー刑事! The Other Guys                       | ダグラス             |                          |
| 2011   | ハイ・ロード High Road                                                      | トミー               |                          |
| 2011   | ダムゼル・イン・ディストレス バイオレットの青春セラピー Damsels in Distress | リック・デウォルフ   |                          |
| 2013   | デンジャラス・バディ The Heat                                               | パラデミック         |                          |
| 2015   | SPY/スパイ Spy                                                              | 紫ネクタイの男       |                          |
| 2016   | 母が教えてくれたこと Other People                                           | ポール               |                          |
| 2016   | ゴーストバスターズ Ghostbusters                                             | 博物館のツアーガイド |                          |
| 2016   | マスコット Mascots                                                          | マイク・マーレイ     |                          |
| 2017   | レゴニンジャゴー ザ・ムービー The Lego Ninjago Movie                        | ゼン                 | 声の出演                 |
| 2017   | ペンタゴン・ペーパーズ/最高機密文書 The Post                                | アンソニー・エッセイ |                          |
| 2019   | アングリーバード2 The Angry Birds Movie 2                                   | 役名不明             | 長編アニメ映画、声の出演 |
| 2020   | ダウンヒル Downhill                                                         | ザック               |                          |

### テレビシリーズ
| 放映年         | 邦題 原題                                             | 役名                         | 備考                                              |
| -------------- | ----------------------------------------------------- | ---------------------------- | ------------------------------------------------- |
| 2010-2013      | ザ・オフィス The Office                               | ゲイブ・ルイス               | レギュラーキャスト 51エピソード出演               |
| 2011           | ファニー or ダイ・プレゼンツ Funny or Die Presents... | スチュアート                 | エピソード『Welcome to My Study』 1エピソード出演 |
| 2012,2014,2015 | ザ・リーグ The League                                 | レイン                       | 3エピソード出演                                   |
| 2013           | アレステッド・ディベロプメント Arrested Development   | トリッパー                   | 1エピソード出演                                   |
| 2013,2014      | Veep/ヴィープ Veep                                    | エド・ウェブスター           | 2エピソード出演                                   |
| 2013-2016      | グッド・ワイフ The Good Wife                          | ジェフ・デリンジャー         | 4エピソード出演                                   |
| 2014-2017      | プレイング・ハウス Playing House                      | ザック・ハーパー             | 7エピソード出演                                   |
| 2014-2018      | シリコンバレー Silicon Valley                         | ドナルド・ダン（ジャレッド） | レギュラーキャスト 46エピソード出演               |
| 2015           | ドランク・ヒストリー Drunk History                    | リー・ダンカン               | 2エピソード出演                                   |

### テレビアニメ
| 放映年    | 邦題 原題                | 役名             | 備考                              |
| --------- | ------------------------ | ---------------- | --------------------------------- |
| 2016      | アニマルズ Animals.      | ブライアン       | 1エピソード、声の出演             |
| 2017      | タランチュラ Tarantula   | 役名不明         | 2エピソード、声の出演             |
| 2017,2018 | ビッグ・マウス Big Mouth | ソック、ダニエル | 異なる役柄で2エピソード、声の出演 |